# Chlorite de sodium
Le chlorite de sodium de formule brute NaClO2 est le sel de sodium de l'acide chloreux, HClO2.

## Préparation
Le chlorite de sodium  peut être obtenu à partir de la réaction du dioxyde de chlore, ClO2 avec de l'hydroxyde de sodium, NaOH. Un mélange de chlorite de sodium et de chlorate de sodium est obtenu :
{\displaystyle \mathrm {2\ ClO_{2}+2\ NaOH\ \longrightarrow \ NaClO_{2}+NaClO_{3}+H_{2}O} }.
Pour obtenir le chlorite pur, du peroxyde d'hydrogène peut être ajouté :
{\displaystyle \mathrm {2\ ClO_{2}+2\ NaOH+H_{2}O_{2}\ \longrightarrow \ 2\ NaClO_{2}+O_{2}+2\ H_{2}O} }.
Au laboratoire, il peut être aussi synthétisé via le chlorite de baryum :
{\displaystyle \mathrm {2\ ClO_{2}+Ba(OH)_{2}\cdot 8\ H_{2}O+H_{2}O_{2}\ \longrightarrow \ Ba(ClO_{2})_{2}+O_{2}+10\ H_{2}O} }
{\displaystyle \mathrm {Ba(ClO_{2})_{2}+Na_{2}SO_{4}\cdot 10\ H_{2}O\ \longrightarrow \ 2\ NaClO_{2}\cdot 3\ H_{2}O+BaSO_{4}+4\ H_{2}O} }.

## Propriété
Le chlorite de sodium se décompose à partir de 170 °C en chlorate de sodium, chlorure de sodium et oxygène. Mis en contact avec des acides, le chlorite de sodium libère un gaz très toxique.
Le chlorite de sodium anhydre cristallise dans le système cristallin monoclinique, dans le groupe d'espace I2/a (C2/c, n°15) avec comme paramètres de maille a = 645,6 pm, b = 644,2 pm, c = 681,3 pm et β = 120,6°. La cellule unité contient quatre unités NaClO2. Le trihydrate cristallise dans le système cristallin triclinique, groupe d'espace P1 (n°1) et de paramètre de maille a = 696,0 pm, b = 884,2 pm, c = 550,4 pm, α = 92,36°, β = 119,09° et γ = 104,73°. La cellule unité contient deux unités NaClO2.

## Utilisation
L'utilisation principale du chlorite de sodium est de produire du dioxyde de chlore, un oxydant trop instable pour être stocké ou transporté. Ainsi, il est un produit de choix pour la désinfection de l'eau et aussi pour le blanchiment des pâtes à papier et textiles.
En synthèse organique, le chlorite de sodium est fréquemment utilisé comme réactif pour l'oxydation d'aldéhydes en acides carboxyliques (oxydation de Pinnick). La réaction est généralement effectuée dans une solution tamponnée par du phosphate monosodique et en présence d'un capteur de chlore (généralement le 2-méthyl-2-butène).
C'est aussi un réactif pour l'oxydation des sulfures de ruthénium et de molybdène.
En 2005, du chlorite de sodium a été utilisé comme agent oxydant pour convertir des alkylfuranes en acides 4-oxo-2-alcénoïques dans une synthèse monotope.